# Бжозувка (Куявсько-Поморське воєводство)
Бжозувка (пол. Brzozówka, нім. Birkheide) — село в Польщі, у гміні Оброво Торунського повіту Куявсько-Поморського воєводства.
Населення — 1654 особи (2011).
У 1975-1998 роках село належало до Торунського воєводства.

## Демографія
Демографічна структура станом на 31 березня 2011 року:
|          | Загалом | Допрацездатний вік | Працездатний вік | Постпрацездатний вік |
| -------- | ------- | ------------------ | ---------------- | -------------------- |
| Чоловіки | 814     | 219                | 574              | 21                   |
| Жінки    | 840     | 223                | 552              | 65                   |
| Разом    | 1654    | 442                | 1126             | 86                   |